# The Single Factor
The Single Factor is het negende studioalbum van de Britse muziekgroep Camel.

## Achtergrond
Camel is altijd een band geweest met een sterk wisselende bezetting. Na de opnames van Nude (1981) en de promotour van dat album bleef frontman Andrew Latimer over als enig bandlid. Hij hoopte vurig dat drummer Andy Ward met wat tijd voldoende zou herstellen van een zelfmoordpoging. De bipolaire Ward, naast Latimer op dat moment nog de enige andere mede-oprichter van Camel, ging ten onder aan alcoholmisbruik. Maar naarmate het herstel steeds onwaarschijnlijker werd, had Latimer geen andere keuze dan aan de opnames van The Single Factor te beginnen. Ward vervolgde zijn carrière in 1983 bij Marillion.
Latimer werkte voor de opnames samen met vele gastmuzikanten. Voor de promotour werden weer andere musici ingeschakeld. Opnames van de tournee verschenen op het livealbum On the Road 1982.

## Opnames en productie
In januari 1982 dook Latimer de studio in met een reeks van gelegenheidsmusici, die elders al hun sporen verdiend hadden. Voor de song "Sasquatch" kwam medeoprichter Peter Bardens even terug om orgel te spelen. Het album werd opgenomen in de Abbey Road Studios gedurende januari en februari 1982. Het vorige album Nude en het volgende Stationary Traveller (1984) zijn beide conceptalbums, en daarom viel dit album er een beetje buiten.

## Ontvangst
Vanwege de samenwerking met muzikanten die ook betrokken waren bij The Alan Parsons Project, werd het album wel gezien als een werk van die band maar onder een andere naam. Volgens Daevid Jehnzen van AllMusic pakte dat niet goed uit; de kracht van Camel zat hem in het creëren van atmosferische instrumentalen en soundscapes, niet in popmuziek. Het album kwam geforceerd op hem over, ondanks een paar sterke momenten hier en daar.
Markwin Meeuws van ProgWereld was een stuk positiever over het album. Hoewel hij The Alan Parsons Project herkende in "Today's Goodbye", een nummer dat hij bij het beluisteren van het album steeds oversloeg, en hij ook niet onder de indruk was van "A Heart's Desire", schreef hij in zijn recensie dat het album veel betekende voor zijn "symfonische opvoeding".
Radio-dj Frits Spits gebruikte enige tijd "Selva" als outro van zijn programma De Avondspits.

## Tracklist
Alle muziek en teksten zijn geschreven door Latimer, behalve waar aangegeven. Hoover schreef alleen teksten. 
| Nr. | Titel                                 | Duur |
| --- | ------------------------------------- | ---- |
| 1.  | No Easy Answer                        | 2:59 |
| 2.  | You Are the One                       | 5:25 |
| 3.  | Heroes (Latimer, Susan Hoover)        | 4:52 |
| 4.  | Selva                                 | 3:34 |
| 5.  | Lullabye                              | 0:59 |
| 6.  | Sasquatch                             | 4:44 |
| 7.  | Manic (Latimer, Hoover)               | 4:28 |
| 8.  | Camelogue (Latimer, Hoover)           | 3:44 |
| 9.  | Today's Goodbye (Latimer, Hoover)     | 4:10 |
| 10. | A Heart Desire (Latimer, Hoover)      | 1:11 |
| 11. | End Peace (Latimer, Anthony Phillips) | 2:55 |

De remaster van Esoteric Recordings kwam uit op 8 september 2009. Deze versie bevat de singleversie van "You Are the One" als bonustrack.

## Personeel

### Camel
- Andy Latimer – gitaar, piano (instrument), zang

### Gastmuzikanten
- Chris Rainbow – zang op 1, 3, 4, 8 , 9, 10
- Graham Jarvis – slagwerk op 1, 2, 7, 8, 9
- Peter Bardens – orgel, Minimoog op 6
- David Paton – basgitaar, zang op 1, 2, 6, 8, 9
- Dave Mattacks – drums op 3
- Haydn Bendall – toetsinstrumenten op 3
- Duncan Mackay – toetsinstrumenten op 4
- Simon Phillips – slagwerk op 6
- Francis Monkman – toetsinstrumenten op 7
- Anthony Phillips – toetsinstrumenten op 3, 4, 6, 7
- Tristan Fry – glockenspiel op 7
- Jack Emblow – accordeon

- MusicBrainz release group: 50b3dae4-d3f7-350b-8476-e678a9393159